# PCYT1B
PCYT1B (англ. Phosphate cytidylyltransferase 1, choline, beta) – білок, який кодується однойменним геном, розташованим у людей на X-хромосомі. Довжина поліпептидного ланцюга білка становить 369 амінокислот, а молекулярна маса — 41 940.
| 10         |  | 20         |  | 30         |  | 40         |  | 50         |
| ---------- |  | ---------- |  | ---------- |  | ---------- |  | ---------- |
| MPVVTTDAES |  | ETGIPKSLSN |  | EPPSETMEEI |  | EHTCPQPRLT |  | LTAPAPFADE |
| TNCQCQAPHE |  | KLTIAQARLG |  | TPADRPVRVY |  | ADGIFDLFHS |  | GHARALMQAK |
| TLFPNSYLLV |  | GVCSDDLTHK |  | FKGFTVMNEA |  | ERYEALRHCR |  | YVDEVIRDAP |
| WTLTPEFLEK |  | HKIDFVAHDD |  | IPYSSAGSDD |  | VYKHIKEAGM |  | FVPTQRTEGI |
| STSDIITRIV |  | RDYDVYARRN |  | LQRGYTAKEL |  | NVSFINEKRY |  | RFQNQVDKMK |
| EKVKNVEERS |  | KEFVNRVEEK |  | SHDLIQKWEE |  | KSREFIGNFL |  | ELFGPDGAWK |
| QMFQERSSRM |  | LQALSPKQSP |  | VSSPTRSRSP |  | SRSPSPTFSW |  | LPLKTSPPSS |
| PKAASASISS |  | MSEGDEDEK  |  |            |  |            |  |            |

A: Аланін

C: Цистеїн

D: Аспарагінова кислота

E: Глутамінова кислота

F: Фенілаланін

G: Гліцин

H: Гістидин

I: Ізолейцин

K: Лізин

L: Лейцин

M: Метіонін

N: Аспарагін

P: Пролін

Q: Глутамін

R: Аргінін

S: Серин

T: Треонін

V: Валін

W: Триптофан

Кодований геном білок за функціями належить до трансфераз, фосфопротеїнів. 
Задіяний у таких біологічних процесах, як метаболізм ліпідів, біосинтез ліпідів, альтернативний сплайсинг. 
Локалізований у ендоплазматичному ретикулумі.